# 水野吉樹
水野 吉樹（みずの よしき、1960年 - ）は、日本の建築家。現在、竹中工務店東京本店次長。日本大学理工学部非常勤講師。一般社団法人 地域素材利活用協会理事。
愛知県名古屋市生まれ。1983年日本大学理工学部建築学科卒業。1985年 日本大学大学院理工学研究科建築学専攻修士課程修了後、竹中工務店入社。東京本店設計部第五部長を経て現職。
代表作は集合住宅 [FLATS 東陽]（第2回 鈴木禎次賞、Good Design Award、2010年東京建築賞最優秀賞）、竹中工務店東京本店新社屋（2007年日本建築学会作品選奨）、
身延山久遠寺参詣者トイレ（2008年日本建築学会作品選、第40回SDA賞）、
富岡八幡宮仮説観覧所・休憩所（2013年第16回木材活用コンクール全国木材組合連合会会長賞）、
女川町営運動公園住宅（2014年グッドデザイン特別賞（復興デザイン賞）、
四谷TNビル、
堀之内妙法寺本堂耐震補強（第16回 瓦屋根設計コンクール（2014年）佳作
）、
水天宮御造替（2017年度JIA優秀建築選 （100選）「JCDデザインアワード2017」の「BEST100・一次審査通過作品」平成28年東京地区照明普及賞、 2017 日本空間デザイン賞入選作品・BEST50 ）
旧山口萬吉邸改修（令和元年 日本建築士会連合会賞特別賞）など多数。